# راست‌گوشه‌ای نپالی
راست‌گوشه‌ای نپالی (نام علمی: Nepalorthogonius) نام یک سرده از تیره سوسک‌های زمینی است.